# Erdem Galipoğlu
Erdem Galipoğlu [æɾdæm ˈɡɑ:lip.oːɫu] (* 1988 in Bremen) ist ein deutscher Wirtschaftsinformatiker. Seit 2021 ist er Professor an der Hochschule Bremen.

## Leben
Erdem Galipoğlu studierte Wirtschaftsingenieurwesen an der Universität Bremen und erhielt seinen Bachelor of Science (B. Sc.) im Jahr 2011 sowie seinen Master of Science (M. Sc.) im Jahr 2014. Er war ebendort Doktorand bei Jens Pöppelbuß und Herbert Kotzab und wurde 2019 mit seiner Arbeit über die IT-gestützte Innovation industrienaher Dienstleistungen zum Dr. rer. pol. promoviert.
Galipoğlu ist seit 2021 Professor für Betriebswirtschaftslehre, insbesondere Wirtschaftsinformatik und Digitale Transformation, an der Hochschule Bremen. Davor war er von 2017 bis 2021 als Projektleiter im Digital- und Innovationslabor DOCK ONE der Lenze Gruppe tätig, einem führenden Anbieter von elektrischen Antriebslösungen und Automatisierungssystemen. Zuvor arbeitete er von 2014 bis 2017 als wissenschaftlicher Mitarbeiter am Fachbereich Wirtschaftswissenschaft der Universität Bremen.

## Wirken in Forschung und Lehre
Galipoğlu lehrt und forscht auf dem Gebiet der Wirtschaftsinformatik, insbesondere zu dienstleistungsbasierten Geschäftsmodellen in Industrie und Handel vor dem Hintergrund der digitalen Transformation. Seine Forschung konzentriert sich insbesondere auf die Auswirkungen des Einsatzes von Informationssystemen auf Dienstleistungsinnovationen, einschließlich der Digitalisierung im Innovationsprozess und der Schaffung von digitalen Innovationen als Output von Innovationsprozessen.
Hervorzuheben sind Galipoğlus Forschungsarbeiten zum Thema Omni-Channel-Management. Hierbei zielt seine Forschung darauf ab, dieses Phänomen aus der Perspektive der Handelslogistik theoretisch zu erfassen und zu verstehen. Seine Beiträge umfassen bibliometrische, konzeptionelle und empirische Studien, die dazu beitragen, das Verständnis von Omni-Channel-Strategien und deren Auswirkungen auf die Lieferkette zu erweitern. Seine Arbeiten wurde in führenden wissenschaftlichen Zeitschriften, Konferenzbänden und Buchkapiteln veröffentlicht.

## Veröffentlichungen (Auswahl)
- Galipoğlu, Erdem; Kotzab, Herbert; Teller, Christoph; Yumurtaci Hüseyinoglu; Isik Özge; Pöppelbuß, Jens (2018): Omni-Channel Retailing Research: State of the art and intellectual foundation. In: International Journal of Physical Distribution & Logistics Management 48 (4), S. 365–390.
- Yumurtaci, Isik Özge; Galipoğlu, Erdem; Kotzab, Herbert; Teller, Christoph (2017): Social, Local and Mobile Commerce Practices in Omni-Channel Retailing: Insights from Germany and Turkey. In: International Journal of Retail & Distribution Management 45 (7–8), S. 711–729.
- Knop, Sebastian; Galipoğlu, Erdem; Lubarski, Aleksander; Pöppelbuß, Jens (2017): Quo Innovadis? The Who, the What, and the How of Research at the Intersection of ICT and Service Innovation. In: Proceedings of the International Conference in Information Systems (ICIS) 2017, Seoul.